# Ya hera ora
Ya hera ora es el primer álbum de estudio de Manolo Kabezabolo, publicado en 1995 por GOR Discos .

## Pistas
1. Kasimiro
2. Militares Subnormales | Ar Militares Subnormales **
3. El Aborto De La Gallina
4. Kuando Revientes
5. Polako Not Did | Polako Mot Did | Polako Not Dead **
6. El kambio sozial
7. M.P.M.
8. Anarkía
9. Kancion De Amor | Kanzión de Amor **
10. God Save the Queen
11. Reptil - Gusano | Reptil / Gusano **
12. No Puedo Soportar
13. La Rebelión
14. Terrorismo Kontrolado
15. Enamorada Otra Vez | Enamorado Otra Vez **
16. Véndemelo
17. Un Papel Morao
18. Póngame Un Dyc
19. Grito De Rabia
20. Vota Idiota
21. Mata a tu viejo
22. Viva Yo Y Mi Kaballo
23. Tuna Punk
24. No Me Emborratxo Más
25. Sid Vicious Song
26. Solo Una Vez
27. Tu vida kambió
28. Otro Pirulo
29. Demokrazia Basura
30. Propaganda MKB
31. Kamino Del Bar

- En negrita, canciones solo presentes en la primera edición (Gor Discos, 1995).
  - Canción con títulos alternativos o con errores tipográficos

## Equipo
- Manolo Kabezabolo - Voz y guitarra

## Datos técnicos
- Gor Discos